# Células Revolucionárias
As células revolucionárias (alemão: Revolutionäre Zellen, abreviada RZ) eram uma organização auto-descrita de "guerrilha urbana", que esteve ativa entre 1973 e 1995  e foi descrita no início dos anos 80 como um dos grupos terroristas esquerdistas mais perigosos da Alemanha pelo Ministério do Interior da Alemanha Ocidental. De acordo com o escritório do Ministério Público alemão, as Células Revolucionárias responsabilizaram-se por 186 ataques, dos quais 40 foram cometidos em Berlim Ocidental.
As células revolucionárias ficaram mais famosas internacionalmente por seqüestrarem um voo da Air France em cooperação com a Frente Popular para a Libertação da Palestina - Operações Externas e desviá-lo para o Aeroporto de Entebbe no Uganda, onde receberam asilo temporário até ás suas mortes durante a Operação Entebbe, uma missão de resgate de reféns realizada por comandos das Forças de Defesa de Israel no aeroporto de Entebbe no  Uganda, em 4 de julho de 1976.

## História

### Actividades
Formada no início da década de 1970 a partir de redes de grupos militantes independentes na Alemanha, como o movimento do Autonomismo e o movimento feminista Rote Zora, as células revolucionárias se tornaram conhecidas pelo público em geral após o seqüestro de um avião da Air France para Entebbe, Uganda, em 1976. 
O sequestro da Air France terminou com a Operação Entebbe, o resgate israelense e a morte de dois membros fundadores das Células Revolucionárias, Wilfried Böse, chamado Boni e Brigitte Kuhlmann. O amigo de Böse Johannes Weinrich, outro fundador das Células Revolucionárias, deixou o grupo para trabalhar para Ilich Ramírez Sánchez - mais conhecido como Carlos o Chacal - junto com sua namorada Magdalena Kopp, mais tarde esposa de Carlos. 
Antes do sequestro da Air France, membros das células revolucionárias posteriores participaram nos bombardeamentos das instalações da ITT em Berlim e Nuremberga, e do Tribunal Constitucional Federal da Alemanha em Karlsruhe. O membro das células revolucionárias, Hans-Joachim Klein, participou da incursão de Dezembro de 1975 na conferência da OPEP em Viena, juntamente com Carlos e Gabriele Kröcher-Tiedemann da M2J
Em junho de 1981, membros das Células Revolucionárias bombardearam a sede do exército americano em Frankfurt e clubes de oficiais em Gelnhausen, Bamberg e Hanau. Quando o presidente dos EUA, Reagan, visitou a Alemanha em 1982, as células revolucionárias reivindicaram a responsabilidade por muitas bombas detonadas pouco antes de ele chegar, embora o promotor federal Kurt Rebmann tenha dito no início de Dezembro de 2008 que as células revolucionárias foram responsáveis por cerca de 30 ataques durante aquele ano.
Os últimos ataques das Células Revolucionárias, duas explosões de bombas em um aeroporto e em infra-estrutura federal na antiga Alemanha Oriental, ocorreram em 1993.

### Desaparecimento
Acredita-se que o grupo tenha perdido grande parte do seu apoio secreto restante entre a esquerda radical na sequência da dissolução da União Soviética e da subsequente reunificação alemã. Num panfleto publicado em Dezembro de 1991, as Células Revolucionárias tentaram uma revisão crítica da sua chamada campanha anti-imperialista e antissionista durante os anos 70 e 80, com particular ênfase no malsucedido sequestro da Air France e sua segregação muito divulgada de passageiros judeus e não judeus. 
O antissemitismo supostamente evidente no sequestro de Entebbe tornou-se o foco de longos argumentos internos durante os quais um dos membros das células revolucionárias, Hans-Joachim Klein, eventualmente deixou o movimento. Klein enviou uma carta e a sua arma para o Der Spiegel em 1977, anunciando a sua saída. Numa entrevista com Jean-Marcel Bougereau,

Klein expressou a opinião de que os dois militantes políticos alemães que haviam participado da operação de Entebbe eram mais antisemitas que Wadie Haddad, líder da divisão operacional PFLP, por terem planeado assassinar o famoso caçador nazista Simon Wiesenthal. Mesmo o notório militante político Carlos se opôs a esta operação alegando que Wiesenthal era um antinazista.
De acordo com Simon Wiesenthal (citando a entrevista de Klein ao Libération), a trama foi proposta pela primeira vez por Wilfried Böse.
Klein também anunciou que as Células Revolucionárias planeavam assassinar o chefe da comunidade judaica alemã, Heinz Galinski. As Células Revolucionárias responderam às alegações de Klein com uma carta própria:

Em vez de reflectir sobre o papel de Galinski nos crimes do sionismo, pelas crueldades do exército imperialista de Israel, você não reflecte sobre o trabalho de propaganda e suporte material desse sujeito, você não o vê sem ser como "um líder de a comunidade judaica ", e: você não reflecte sobre o que fazer contra esse fato e o que poderia ser feito num país como o nosso ... Você evita essa discussão política e se entusiasma com o mantido (antisemitismo?) fascismo das células revolucionárias e dos homens por detrás delas.
Klein escondeu-se na Normandia, onde ele finalmente foi detectado em 1998. Uma das testemunhas do seu julgamento foi a sua antiga amiga, ex-ministra alemã das Relações Exteriores, Joschka Fischer. De acordo com algumas histórias, a ruptura de Fischer com a extrema esquerda foi devido ao caso de Entebbe.